# Улица Шелгунова (Астрахань)
У́лица Шелгуно́ва — одна из улиц исторического района Белый город в центральной части Астрахани, проходит с севера на юг параллельно Коммунистической улице и улице Михаила Аладьина. Начинается от Красной набережной у реки Кутум, пересекает улицы Свердлова, Эспланадную, Молодой Гвардии и Советскую и заканчивается у улицы Ленина. Отрезок улицы Шелгунова от Советской до Ленина — пешеходный, это благоустроенная аллея со скамейками.

## История
До 1837 году улица называлась Почтовой, затем до 1920 года носила название Смоленская. В 1920 была переименована в улицу Шелунова — вероятно, из-за опечатки. В 1960 году было окончательно установлено современное название в честь революционера Василия Андреевича Шелгунова, хотя в тридцатые годы обсуждалась возможность переименования улицы в честь Тимирязева.